# Deddington
Deddington är en ort och civil parish i Storbritannien. Den ligger i grevskapet Oxfordshire och riksdelen England, i den södra delen av landet, 100 km nordväst om huvudstaden London. Deddington ligger 128 meter över havet och antalet invånare är 2 146.
Terrängen runt Deddington är platt. Runt Deddington är det ganska tätbefolkat, med 230 invånare per kvadratkilometer. Närmaste större samhälle är Banbury, 9,3 km norr om Deddington. Trakten runt Deddington består till största delen av jordbruksmark.